# 合田みゆき
合田 みゆき（ごうだ みゆき、1971年2月20日 - ）は、愛媛県を拠点に活動している日本のフリーアナウンサー。

## 来歴
愛媛県松山市出身。愛媛大学教育学部小学校教員養成課程卒業。
大学を卒業後、1993年に南海放送 (RNB) に入社。アナウンサーおよびラジオディレクターを経験した後、報道制作局報道部へ異動。取材や記事執筆などの記者業務を担当していたが、2008年10月にアナウンス業務に復帰した。それから2か月で産休に入り、第2子を出産（第1子は記者時代に誕生）。2009年9月に職場復帰する。
2010年に南海放送を退社し、フリーに転向した。退社後にも南海放送のラジオ番組への出演を続けており、同局公式サイトにはラジオプレゼンターとしてのプロフィールページが設けられている。
プライベートでは2児の母。既婚者であることは、南海放送アナウンサー時代から合田自らが公表していた。

## 担当番組

### テレビ番組
- 特急！なんかいニュースプラス1 - 「健康120%」のコーナー担当[5]
- おかえりテレビ[6]
- あなたと南海放送[6]

### ラジオ番組
- Soね！山ちゃんどんどんワイド！ - 月曜パーソナリティ[7]
- みゆき寺山麓音楽館[8]
- みゆきのWeekend-C@fe[9] - パーソナリティ、「合ちゃんのヤクルトスワローズ応援団」のコーナー企画[10]。このコーナーは、番組が終了した後も『林浩彦のファンキー・Week-end』や『フォーマットRADIO 木藤たかおの日曜Press-Club』内で続けられた。
- みゆきのWeek-endグリップC@fe[9]
- 1616リクエスト[1]
- ララの音楽アーカイブ - 「文福の今日もにっこり日曜日」のコーナー担当[1]
- JOAF!みゆきのモーニングおん！[11]
- 四国シーサイドステーション
- 合田みゆきのニュースな時間[10]
- 社長のミカタ[10]